# Bilel Aouacheria
Bilel Aouacheria (Saint-Étienne, 2 aprile 1994) è un calciatore francese, di origini algerine, attaccante svincolato.